# Gonzalo Romero
Gonzalo Antonio Romero Paz (n. Ciudad de Guatemala; 25 de marzo de 1975) es un político y exfutbolista guatemalteco que jugaba como Medio.
En la temporada 2012/13, jugó para Deportivo Marquense de la Liga Nacional de Guatemala su última temporada como jugador activo.
El 10 de marzo de 2019 fue proclamado candidato a alcalde de Mixco por el partido Frente de Convergencia Nacional.

## Trayectoria

### Formación
Hizo su aparición en el fútbol nacional, en el mes de octubre de 1991, defendiendo la camiseta del club Tally Renta Autos –equipo que por aquel entonces, pertenecía a la Liga Mayor B. Debido a su buen desempeño como futbolista, Gonzalo “Chalo” Romero, fue fichado por el CSD Municipal.

### Carrera profesional
Debutó en el año 1993 con el equipo CSD Municipal. En la temporada 1998 – 1999 jugó para el club Cobán Imperial, mientras que en la temporada 1999 – 2000 jugó para el club Aurora FC. Posteriormente, regresó al club Municipal, donde jugó hasta el final de la temporada 2011 – 2012. Seguidamente, al comienzo de la temporada 2012 – 2013, Gonzalo “Chalo” Romero, fue fichado por el club Deportivo Marquense, equipo en el que terminó su participación como futbolista profesional, el viernes 2 de noviembre de 2012.
Con CSD Municipal anotó 68 goles

### Vida Posterior
El 4 de noviembre del 2012, luego de su retiro, aceptó el cargo de director del Consejo Nacional del Deporte y la Recreación –CONADER- 
El 23 de febrero del 2016 fue asignado al cargo de Presidente del Consejo Nacional del Deporte y la Recreación -CONADER- por el presidente de Guatemala Jimmy Morales
El 24 de abril de 2016 fue invitado por la promotora One Nation Under Soccer (ONUS) para jugar un partido de “Leyendas de Brasil vs. Estrellas de Latinoamérica” en el Coliseo Memorial de Los Ángeles.
El 3 de marzo de 2017 Fue nombrado director de la Dirección General de Educación Física -DIGEF- 

## Selección nacional
Con la Selección de Fútbol ha jugado 77 juegos internacionales. y ha convertido 9 goles, fue cerebro de la Selección de Guatemala participando en las eliminatorias al mundial de Corea y Japón 2002, eliminatorias al mundial de Alemania 2006, y en las eliminatorias al mundial de Sudáfrica 2010. Fue tomado en cuenta para el inicio de la eliminatoria hacia Brasil 2014, sin embargo la veteranía y la condición física merman sus apariciones en el seleccionado nacional de Guatemala.
| # | Fecha                   | Lugar                            | Rival             | Resultado | Competición      |
| 1 | 11 de agosto de 2004    | Ciudad de Guatemala, Guatemala   | Trinidad y Tobago | 4-1       | Amistoso         |
| 2 | 23 de febrero de 2005   | Ciudad de Guatemala, Guatemala   | Honduras          | 1-1       | Uncaf 2005       |
| 3 | 3 de julio de 2005      | Houston, Estados Unidos          | Sudáfrica         | 1-1       | Copa de Oro 2005 |
| 4 | 17 de agosto de 2005    | Ciudad de Guatemala, Guatemala   | Panamá            | 2-1       | Mundial 2006     |
| 5 | 3 de septiembre de 2005 | Puerto España, Trinidad y Tobago | Trinidad y Tobago | 3-2       | Mundial 2006     |
| 6 | 22 de junio de 2008     | Los Ángeles, Estados Unidos      | Santa Lucía       | 1-3       | Mundial 2010     |
| 7 | 22 de junio de 2008     | Los Ángeles, Estados Unidos      | Santa Lucía       | 1-3       | Mundial 2010     |
| - | ----------------------- | -------------------------------- | ----------------- | --------- | ---------------- |

## Honores
- 15 títulos de Liga Mayor/ Liga Nacional ganador: 1993-94, Clausura 2000, Apertura 2000, Reordenamiento 2001, Clausura 2002, Apertura 2003, Apertura 2004, Clausura 2005, Apertura 2005, Clausura 2006, Apertura 2006, Clausura 2008, Apertura 2009, Clausura 2010, Apertura 2011,
- 5 títulos de la Copa de Guatemala: 1994, 1995, 1998, 2003, 2004
- 2 títulos de Campeón de Campeones (Super Copa): 1994, 1997

## Clubes
| Club                | País      | Año       |
| ------------------- | --------- | --------- |
| Tally Renta Autos   | Guatemala | 1991-1993 |
| CSD Municipal       | Guatemala | 1993-1998 |
| Aurora Fútbol Club  | Guatemala | 1998-1999 |
| Cobán Imperial      | Guatemala | 1999-2000 |
| CSD Municipal       | Guatemala | 2000-2012 |
| Deportivo Marquense | Guatemala | 2012      |

## Vida personal
Gonzalo Romero profesa la religión cristiana evangélica, se graduó en Mercadotecnia en la Universidad Rafael Landívar de Guatemala. Está casado con Marlene Moreno y tiene dos hijos: Edson y Marcelo.